# Gomphrena flava
Gomphrena flava är en amarantväxtart som beskrevs av Carl von Linné. Gomphrena flava ingår i släktet klotamaranter, och familjen amarantväxter. Inga underarter finns listade i Catalogue of Life.